# Dorstenia arifolia
Dorstenia arifolia là một loài thực vật có hoa trong họ Moraceae. Loài này được Lam. mô tả khoa học đầu tiên năm 1786.

## Hình ảnh

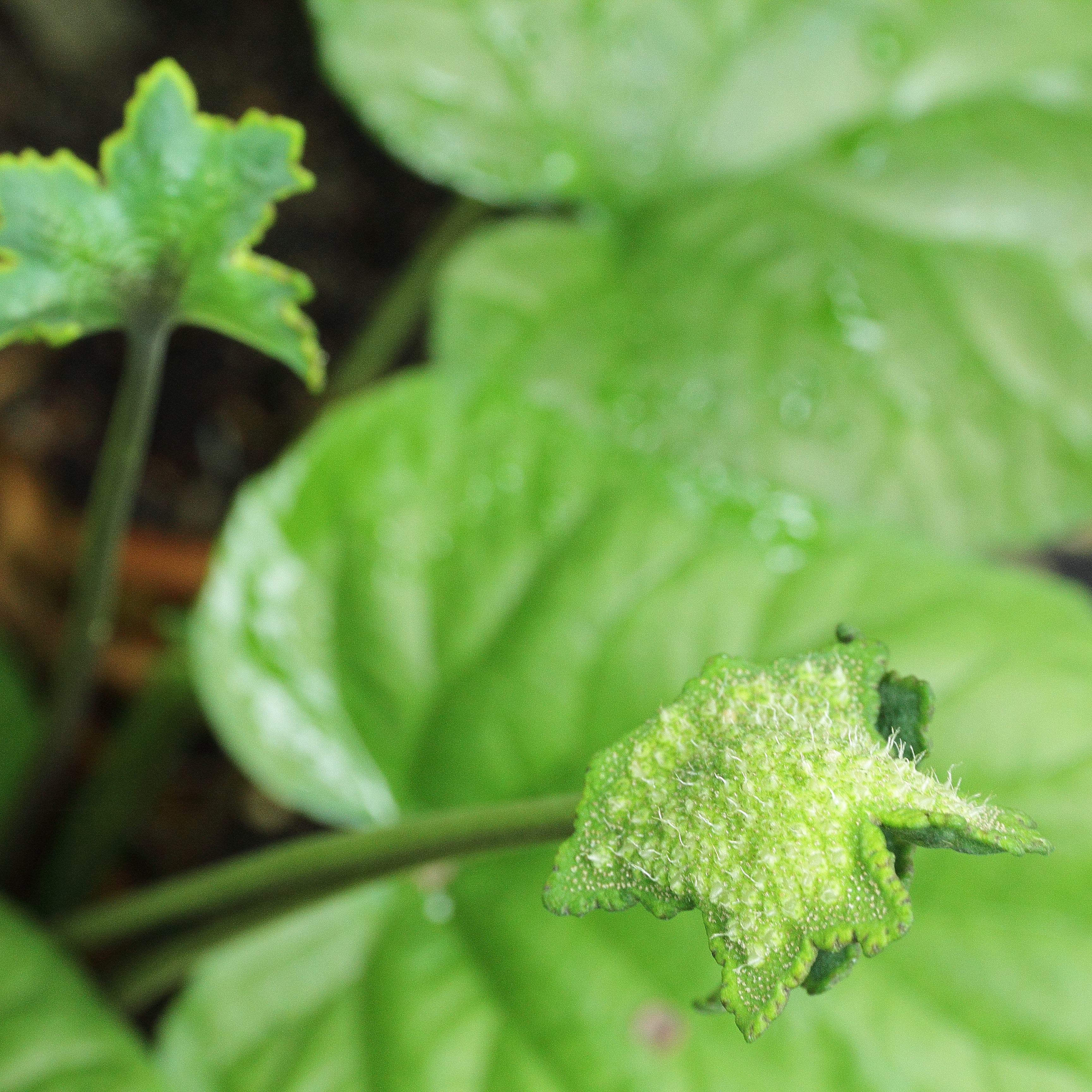
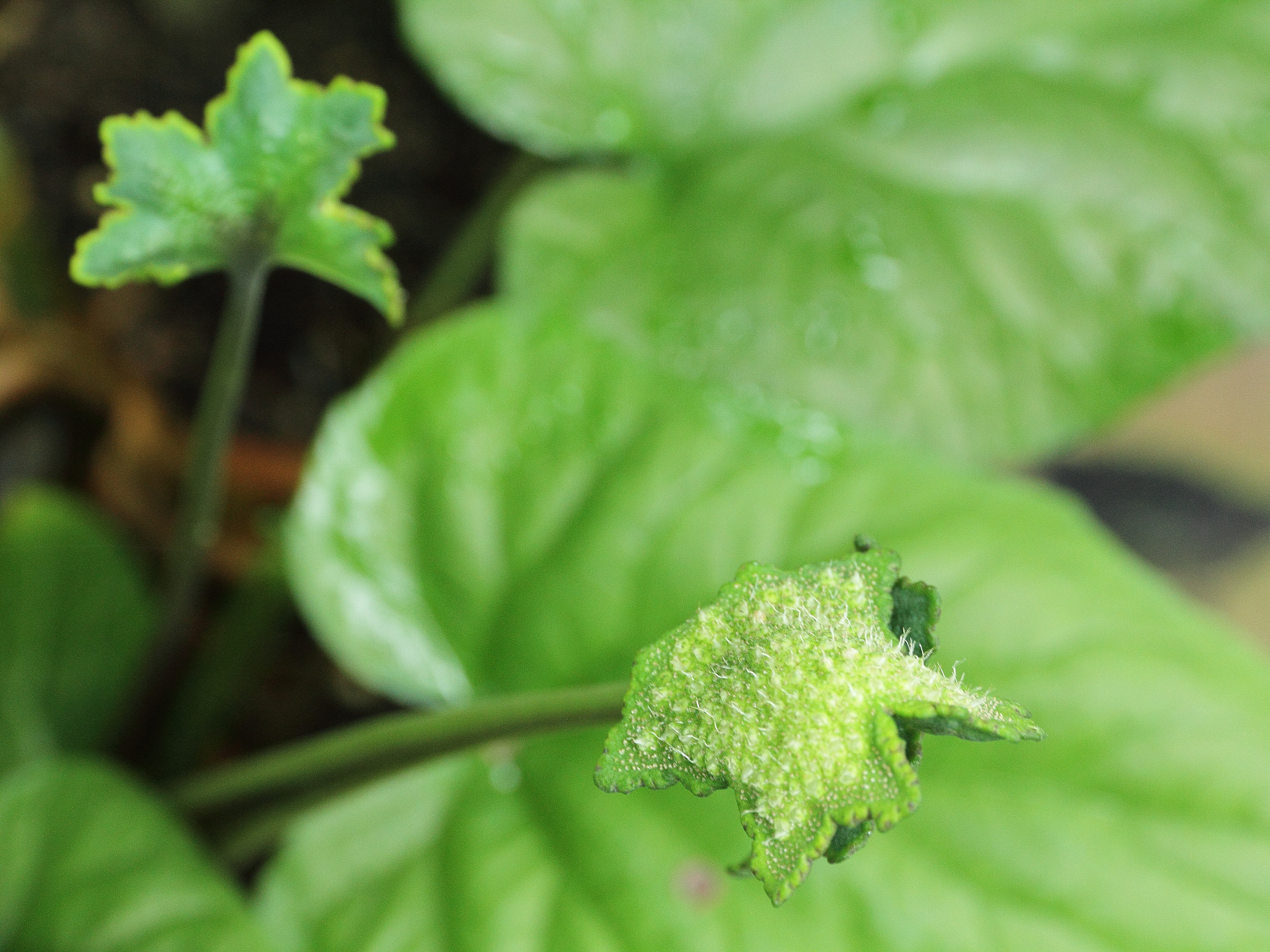
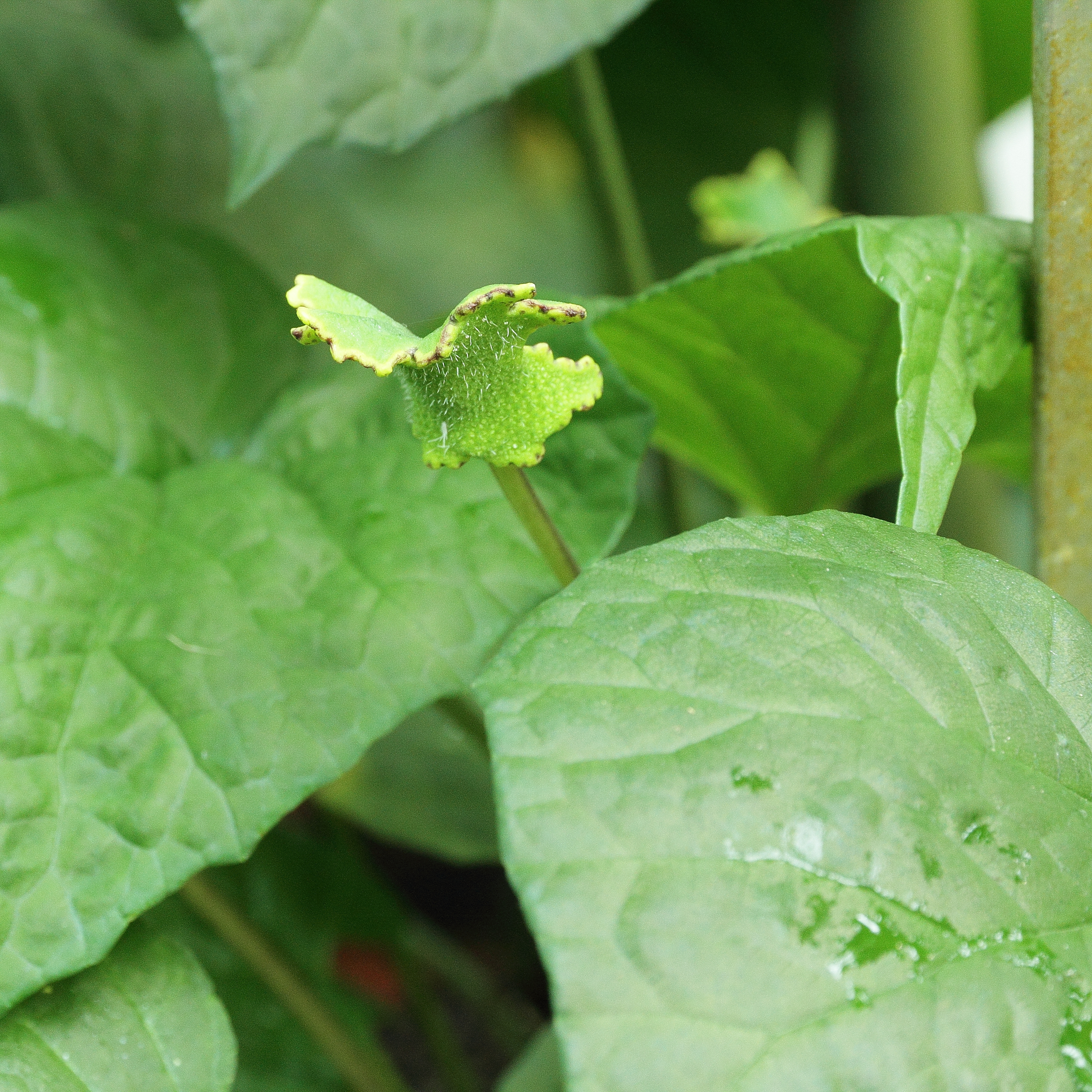